# Saint-Sauveur-de-Ginestoux
Saint-Sauveur-de-Ginestoux (okcitán nyelven Sant Sauveur de Ginestoux) község Franciaország déli részén, Lozère megyében. 2010-ben 62 lakosa volt.

## Fekvése
Saint-Sauveur-de-Ginestoux a Margeride-hegység keleti oldalán fekszik, Châteauneuf-de-Randon-tól 12 km-re északnyugatra, 1300 méteres (a községterület 1217-1488 méteres) tengerszint feletti magasságban, a Mazimberts-patak völgyében.
Nyugatról La Villedieu és Estables, északnyugatról La Panouse, északkeletről Grandrieu, keletről Saint-Jean-la-Fouillouse; délről pedig Arzenc-de-Randon községekkel határos.
A községen keresztülhalad a Châteauneuf-de-Randont Grandrieu-vel (10 km) összekötő D985-ös megyei út. A D34-es út Saint-Jean-la-Fouillouse-zal (7 km), valamint (a Trois Soeurs-hágón keresztül) La Villedieu-vel (12 km).
A községhez tartozik Le Crouset-Chafol, Baraques de la Motte és Gély.

## Története
A történelmi Gévaudan tartományhoz tartozó falu első írásos említése 1179-ből származik.

### Demográfia
| Év   | Lakosság |
| ---- | -------- |
| 1793 | 205      |
| 1851 | 298      |
| 1876 | 324      |
| 1901 | 307      |
| 1936 | 221      |

| Év   | Lakosság |
| ---- | -------- |
| 1946 | 188      |
| 1954 | 177      |
| 1962 | 167      |
| 1968 | 136      |

| Év   | Lakosság |
| ---- | -------- |
| 1975 | 115      |
| 1982 | 93       |
| 1990 | 81       |
| 1999 | 68       |
| 2010 | 62       |

## Nevezetességei
- Temploma a 19. században épült egy régi templom helyett, melynek 1872-ben ledőlt a tornya, agyonütve a falu plébánosát.[2] Berendezéséhez tartozik egy középkori keresztelőmedence, melyet máltai kereszt díszít.

## Lásd még
- Lozère megye községei

## Külső hivatkozások
- Nevezetességek (franciául)